# Karl-Heinz Dellwo
Karl-Heinz Dellwo, född 1952 i Opladen, är en tysk före detta medlem av Kommando Holger Meins, en grupp inom Röda armé-fraktionen, som utförde ockupationen av den västtyska ambassaden i Stockholm den 24 april 1975. I juli 1977 dömdes Dellwo till livstids fängelse för mord och terrorism. Det spekuleras i om Dellwo mördade militärattachén von Mirbach och handelsattachén Hillegaart inne på ambassaden. Detta är inte klarlagt och i en intervju har Dellwo sagt att gruppen kollektivt tar på sig ansvaret. Han frigavs 1995.
År 2004 deltog Dellwo i David Aronowitschs dokumentär Stockholm -75 som handlar om ockupationen av ambassaden.
Idag bor Karl-Heinz Dellwo tillsammans med sin flickvän Gabriele Rollnik, före detta aktivist inom 2 juni-rörelsen, i Hamburg och driver ett mjukvaruföretag. 